# فرودگاه تک‌بانده تودوس سانتوس
فرودگاه تک‌بانده تودوس سانتوس (به انگلیسی: Todos Santos Airstrip) یک فرودگاه خصوصی است که یک باند فرود خاک دارد و طول باند آن ۱۲۳۸ متر است. این فرودگاه در کشور مکزیک قرار دارد و در ارتفاع ۱۳۲ متری از سطح دریا واقع شده است.